# Eerste baptistenkerk van Jacksonville
De First Baptist Church of Jacksonville is een megakerk van de baptisten in het centrum van Jacksonville, Florida, VS. De kerk is aangesloten bij de Southern Baptist Convention. In 2014 had de kerk 28.000 leden en een gemiddelde opkomst van ongeveer 3.000 voor zondagsdiensten. Onderdeel van de kerk is een campus bestaande uit verschillende vierkante huizenblokken die met elkaar zijn verbonden door bovengrondse oversteekplaatsen. De campus omvat verschillende auditoria voor diensten, een zondagsschoolgebouw en faciliteiten voor First Baptist Academy, een particuliere K-12-school (kleuter- en basisschool).
De First Baptist Church vindt zijn oorsprong in de oudste baptistengemeente in Jacksonville, Bethel Baptist Church, opgericht in 1838. De kerk maakte halverwege de 20e eeuw een periode van aanzienlijke groei door. Verschillende voormalige predikanten, waaronder Homer G. Lindsay Jr. en Jerry Vines, waren zeer invloedrijk in de Southern Baptist Convention en leidden deze zowel in groei als in een verschuiving naar het conservatisme.

## Geschiedenis

### De vroegere jaren
First Baptist Church vindt zijn oorsprong in Bethel Baptist Church (nu Bethel Baptist Institutional Church), de eerste baptistenkerk die in Jacksonville werd gesticht. Bethel Baptist werd in juli 1838 opgericht door de co-pastors James McDonald en Ryan Frier. De kerk had toen slechts zes leden, vier blanken en twee zwarten, van wie de laatste slaven waren van blanke leden. Het lidmaatschap groeide snel, waarbij de meeste van de eerste gemeenteleden zwarte slaven waren die dagpassen van hun meesters ontvingen om aanwezig te zijn. De eerste bijeenkomsten werden gehouden in "Mother Sam's", op een plaatselijke plantage. Tot in 1861 een zaal werd gebouwd in het centrum van Jacksonville aan de Church en Julia Streets. De Bethel Baptist Church bleef interraciaal tot na de Amerikaanse Burgeroorlog, toen werd de beslissing genomen om de gemeente op ras te scheiden. Blanke leden probeerden de zwarten leden te verdrijven en brachten hun zaak voor de rechtbank. De rechters oordeelde stelde de zwarte leden die in de meerderheid waren in het gelijk. De rechtbank stelde vast dat zij de rechtmatige eigenaren waren van de naam en eigendommen van Bethel Baptist. Als gevolg hiervan verlieten de blanken de gemeente en vormden de Tabernacle Baptist Church, die uiteindelijk werd omgedoopt tot First Baptist Church.
In 1866 kocht Tabernacle Baptist Church het pand aan de Church Street van Bethel Baptist Church, zoals vereist door de rechtbank. De kerk onderging in de daaropvolgende jaren een aantal veranderingen en in 1892 verhuisde ze naar de huidige locatie tussen Church en Hogan Streets, waarbij de kerk de naam First Baptist Church aannam. W.A. Hobson was de eerste predikant van mei 1900 tot 1923. Het kerkgebouw werd volledig verwoest tijdens de grote brand van 1901, die het centrum van Jacksonville verwoestte. In 1903 werd de basis gelegd voor een nieuw gebouw, dat binnen een jaar gereed was. Dit gebouw, nu bekend als Hobson Auditorium, doet nog steeds dienst als onderdeel van het grotere complex. Len G. Broughton was van 1923 tot 1927 de volgende predikant van de kerk.

### 20e eeuw tot heden
In het begin van de 20e eeuw ging het niet goed met de kerk. In 1940 had First Baptist Church een schuld van $ 125.000 opgebouwd. Daardoor kwam de school in het bezit van de schuldeisers. De kerk huurde Homer Lindsay Sr. in als hun senior pastor. Onder zijn leiding groeide het vermogen en binnen een paar jaar betaalde de kerk haar schuld af. De kerk kreeg een nieuwe school en groeide de gemeente. In 1969 huurde First Baptist de zoon van Lindsay, Homer G. Lindsay Jr., in als co-predikant; hij nam de enige pastorale taken over toen zijn vader in 1975 met pensioen ging kreeg hij de leiding. Onder Lindsay Jr. maakte de kerk een nog snellere groei door en groeide uit tot een megakerk met duizenden leden en veel nieuwe gebouwen, waaronder een nieuw auditorium met 3.500 zitplaatsen.
Jerry Vines kwam in 1982 bij Lindsay Jr. als co-pastor. First Baptist groeide nog verder, werd een belangrijke macht in de Southern Baptist Convention. De kerk opende in 1993 een auditorium met 10.000 zitplaatsen toe. Vines werd een belangrijke leider in de groeiende Conventie en speelde een belangrijke rol in de verschuiving naar een striktere conservatieve leer. Vines en First Baptist Church kregen in juni 2002 nationale aandacht door controversiële uitspraken van Vines over de islam . Lindsay Jr overleed in 2000 en Vines ging in 2006 met pensioen. Mac Brunson werd dat jaar aangenomen als senior pastor. In de beginjaren van de 21ste eeuw heeft de kerk:
- de oprichting van de First Baptist Academy
- oprichting van satellietcampus van de kerk in het naburige St. Johns County.

Heath Lambert is sinds september 2017 de huidige senior pastor.
In 2012 hielden Bethel Baptist Church en First Baptist een gezamenlijke dienst ter ere van hun 160ste verjaardag. Een tweede campus werd opgericht in Nocatee, Florida. De aanwezigheid en invloed van de First Baptist Church is de afgelopen 20 jaar aan het afnemen.
In januari 2023 werd bekend dat de leden verplicht waren om een verklaring met de Bijbelse visie op seksualiteit te ondertekenen. Tekenen de leden de verklaring niet? Dan worden ze geroyeerd. Als zij later willen terugkomen op hun besluit, dan moeten zij eerst weer een aantal catechisatielessen volgen voordat ze weer als lid worden ingeschreven.